# أرواح شريرة (فلم 2015)
أشباح صاخبة أو أرواح شريرة (بالإنجليزية: Poltergeist) هو فيلم رعب من أخراج جيل كينان وتأليف ستيفن سبيلبرج وديفيد ليندسي أباير. وهو الطبعة الجديدة من فيلم عام 1982 الذي يحمل نفس الأسم. الفيلم من بطولة سام روكويل وروزماي ديويت وجاريد هاريس ونيكولاس براون. صدر الفيلم في 22 مايو 2015، من قبل شركة تونتيث سينتشوري فوكس ومترو غولدوين ماير. تلقى الفيلم ردود فعل متباينة من النقاد وحقق أكثر من 94 مليون دولار.

## ملخص القصة
تدور أحداث الفيلم حول إحدى العائلات التي انتقلت حديثًا إلى منزل في الضواحي، والذي تم غزوه من قبل الأشباح، في البداية تظهر الأشباح بشكل ودي، حيث تحرك بعض الأجسام من أماكنها، فأخذت العائلة الأمر على سبيل اللهو والتسلية، لكن سريعًا ما تتحول إلى أشباح شريرة، وتبدأ في ترويع الأسرة قبل أن تُختطف الابنة الصغرى من قبل الأشباح.

## الأنتاج
في أوائل سبتمبر عام 2013، قام طاقم العمل بتصوير المشاهد الداخلية للفيلم في منزل قديم في تورونتو. وقد تم تصوير لقطات خارجية على جبل في الغرب من هاميلتون. تم تصوير الفيلم وعرضه بصيغة ثلاثية الابعاد.

## صدور الفيلم
في 6 أغسطس 2014، تم تحويل تاريخ صدور الفيلم من 13 فبراير 2015 إلى 24 يوليو 2015. وفي 4 مارس 2015، تم تحويل التاريخ مرة أخرى إلى التاريخ الذي كان مقرر أصلاً لصدور فيلم (جاسوس).

### تسويق
صدر أول فيديو دعائي للفيلم يوم 5 فبراير، 2015. وكان رأي فورسيت ويكمان من مجلة سلايت بأن الفيديو الدعائي للفيلم جعل الفيلم يبدو مشابه جدا للفيلم الأصلي. وقال جيمس هايبيرد من مجلة انترتينمنت ويكلي أن الفيديو الدعائي «يحتفظ ويضخيم عدة عناصر من الأصل»، وأشاد «ومن هذه التحديثات، أن يتم أختتطاف أبنة العائلة من قبل الأشباح بواسطة تطبيق سناب شات». ورأى أيضاً بن كوجيرا من موقع بوليغون أن الفيلم الدعائي ظهر ليكون مشابه للفيلم الأصلي، إلا أنه «يبدو رائعا، وفيلم من أفلام الرعب».

### وسائل الأعلام الرئيسية
ومن المقرر أن يصدر فيلم أشباح صاخبة في قرص DVD وقرص 2D / 3D بلو راي في 29 سبتمبر 2015.

## الممثلين
- سام روكويل بدور اريك بوين
- روزماري ديويت بدور ايمي بوين
- جاريد هاريس بدور كاريجان بيرك
- جين آدامز بدور الدكتور بروك باول
- سكسونية شاربينو بدور كندرا بوين
- كايل كاتليت بدور غريفين بوين
- كينيدي كليمنتس بدور ماديسون بوين
- نيكولاس براون بدور بويد
- سوزان هيوارد بدور صوفي
- سوما باتيا بدور لورين

## تهميشات
1. يسمى الفيلم أيضاً أرواح شريرة.
2. إعادة إنتاج للفيلم الذي يحمل نفس الاسم Poltergeist، والذي تم إنتاجه في عام 1982، والذي لاقى نجاحاً كبيراً وتم ترشيحه لثلاث جوائز أوسكار.
3. أول فيلم يخرجه جيل كينان منذ عام 2008.
4. كان توم كروز وريتشارد أرميتاج مرشحان لأداء شخصية إيريك بوين.[16]

## وصلات داخلية
- قائمة أفلام الأشباح
- مصطلح روح شريرة (Poltergeist)

## وصلات خارجية
- مقالات تستعمل روابط فنية بلا صلة مع ويكي بيانات
- الموقع الرسمي للفيلم
- صفحة الفيلم على موقع الفيلم